# 毛馬町
毛馬町（けまちょう）は、大阪府大阪市都島区にある町名。現行行政地名は毛馬町一丁目から毛馬町五丁目。

## 地理
大阪市都島区の北部に位置する。東は大東町、南は阪神高速12号守口線の高架下を流れる城北川を挟んで友渕町、西は旧淀川（大川）を挟んで北区長柄東、北は淀川を挟んで東淀川区柴島とそれぞれ接する。
江戸時代中期の俳人である与謝蕪村の生誕の地として知られ、大川沿いには蕪村公園がある。

### 河川
- 淀川
- 旧淀川（大川）
- 城北川

## 歴史

### 地名の由来
天正年間（1573年-1591年）に織田氏がこの地に毛馬城を築き布陣したという説と、古くは雑草の茂る毛志島と呼ばれ、それが訛って毛馬となったという説がある。

## 世帯数と人口
2019年（平成31年）3月31日現在の世帯数と人口は以下の通りである。
| 丁目         | 世帯数    | 人口     |
| ------------ | --------- | -------- |
| 毛馬町一丁目 | 661世帯   | 1,270人  |
| 毛馬町二丁目 | 2,381世帯 | 4,625人  |
| 毛馬町三丁目 | 499世帯   | 1,247人  |
| 毛馬町四丁目 | 778世帯   | 1,661人  |
| 毛馬町五丁目 | 629世帯   | 1,203人  |
| 計           | 4,948世帯 | 10,006人 |

### 人口の変遷
国勢調査による人口の推移。
| 1995年（平成7年）  | 11,283人 | [ 6 ]  |  |
| 2000年（平成12年） | 11,221人 | [ 7 ]  |  |
| 2005年（平成17年） | 10,679人 | [ 8 ]  |  |
| 2010年（平成22年） | 10,621人 | [ 9 ]  |  |
| 2015年（平成27年） | 10,293人 | [ 10 ] |  |

### 世帯数の変遷
国勢調査による世帯数の推移。
| 1995年（平成7年）  | 4,162世帯 | [ 6 ]  |  |
| 2000年（平成12年） | 4,305世帯 | [ 7 ]  |  |
| 2005年（平成17年） | 4,315世帯 | [ 8 ]  |  |
| 2010年（平成22年） | 4,558世帯 | [ 9 ]  |  |
| 2015年（平成27年） | 4,572世帯 | [ 10 ] |  |

## 学区
市立小・中学校に通う場合、学区は以下の通りとなる。なお、小学校・中学校入学時に学校選択制度を導入しており、通学区域以外に都島区の小学校・中学校から選択することも可能。
| 丁目         | 番                                      | 小学校             | 中学校             |
| ------------ | --------------------------------------- | ------------------ | ------------------ |
| 毛馬町一丁目 | 全域                                    | 大阪市立淀川小学校 | 大阪市立淀川中学校 |
| 毛馬町二丁目 | 1〜2番、9〜10番 11番10号・31～43号 12番 | 大阪市立淀川小学校 | 大阪市立淀川中学校 |
| 毛馬町二丁目 | その他                                  | 大阪市立大東小学校 | 大阪市立淀川中学校 |
| 毛馬町三丁目 | 全域                                    | 大阪市立淀川小学校 | 大阪市立淀川中学校 |
| 毛馬町四丁目 | 全域                                    | 大阪市立淀川小学校 | 大阪市立淀川中学校 |
| 毛馬町五丁目 | 7～22番                                 | 大阪市立淀川小学校 | 大阪市立淀川中学校 |
| 毛馬町五丁目 | その他                                  | 大阪市立大東小学校 | 大阪市立淀川中学校 |

## 事業所
2016年（平成28年）現在の経済センサス調査による事業所数と従業員数は以下の通りである。
| 丁目         | 事業所数  | 従業員数 |
| ------------ | --------- | -------- |
| 毛馬町一丁目 | 48事業所  | 410人    |
| 毛馬町二丁目 | 83事業所  | 707人    |
| 毛馬町三丁目 | 10事業所  | 38人     |
| 毛馬町四丁目 | 31事業所  | 177人    |
| 毛馬町五丁目 | 34事業所  | 463人    |
| 計           | 206事業所 | 1,795人  |

## 施設

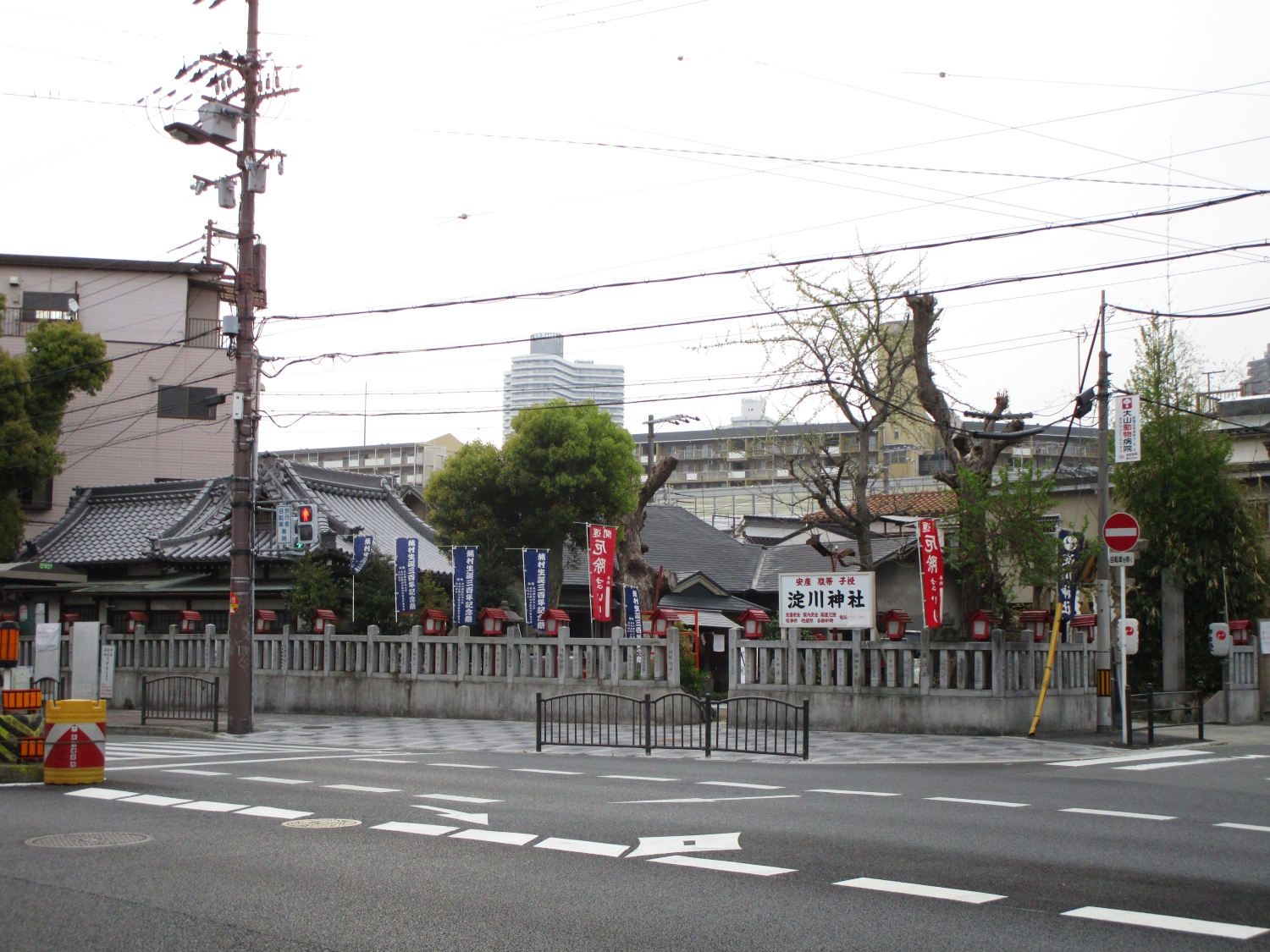
淀川神社

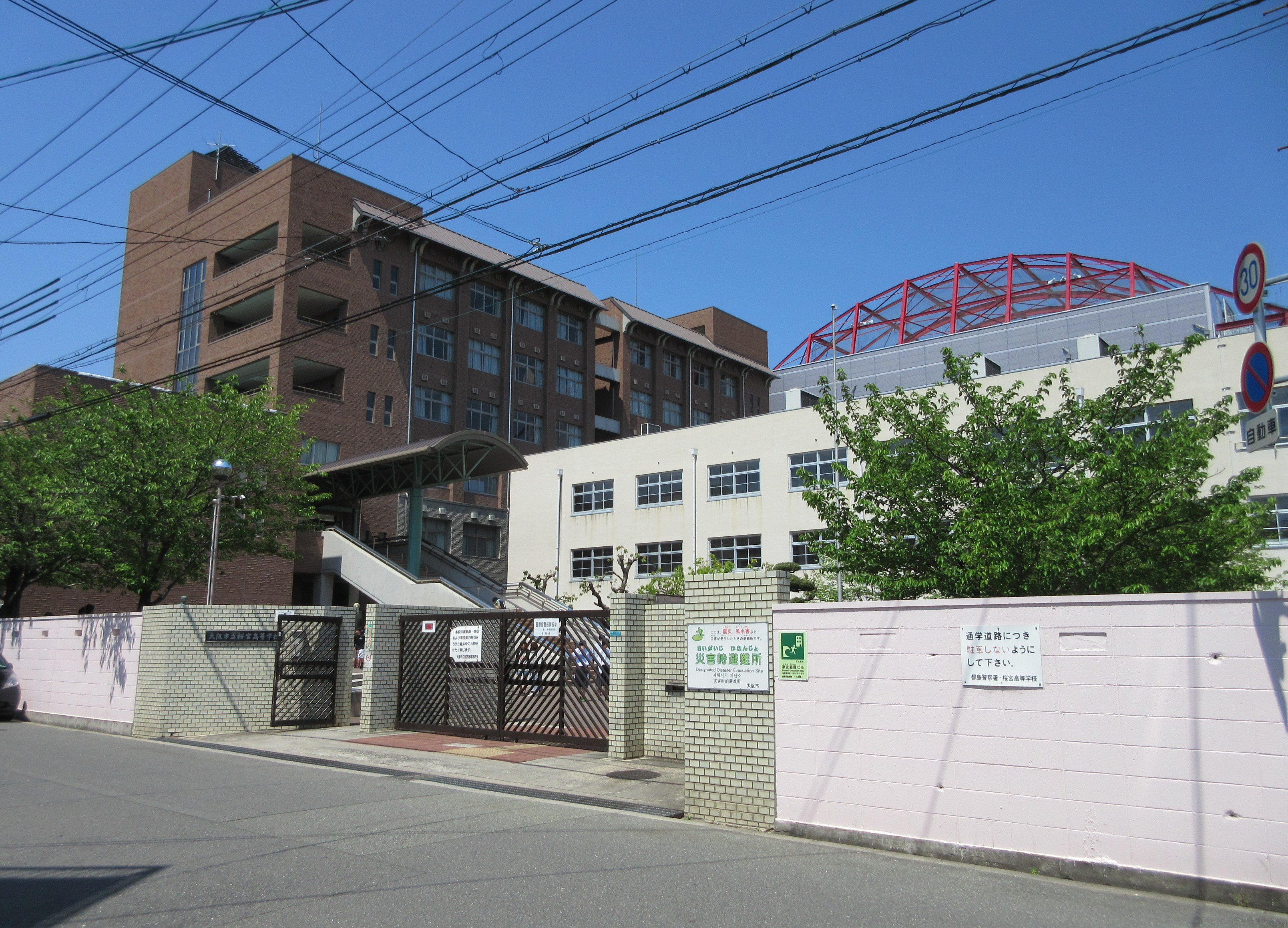
大阪市立桜宮高等学校

### 教育機関
- 大阪市立桜宮高等学校
- 大阪市立淀川中学校
- 大阪市立淀川小学校
- 大阪市立大東小学校

### 公園
- 淀川河川公園毛馬地区
- 桜之宮公園（毛馬公園・蕪村公園）

### 社寺・史跡
- 淀川神社
- 善福寺
- 淀川大堰

### 商業
- ライフ 毛馬店

### かつて存在した施設
- 毛馬発電所

## 交通

### 道路
- 大阪市道中津太子橋線（城北公園通）
  - 毛馬橋

## その他

### 日本郵便
- 〒534-0001[3]（集配局：都島郵便局[14]）